# Denico Autry
Denico Autry (geboren am 15. Juli 1990 in Albemarle, North Carolina) ist ein US-amerikanischer American-Football-Spieler auf der Position des Defensive Ends. Er spielte College Football für die Mississippi State University und steht seit 2024 bei den Houston Texans in der National Football League (NFL) unter Vertrag. Zuvor spielte Autry für die Oakland Raiders, die Indianapolis Colts und die Tennessee Titans.

## College
Autry besuchte die Highschool in seiner Heimatstadt Albemarle, North Carolina, bevor er ab 2010 auf das East Mississippi Community College ging, mit dessen Footballmannschaft er 2011 die nationale Community-College-Meisterschaft gewann. Daraufhin erhielt er Stipendienangebote mehrerer College-Football-Programme und ging ab 2012 auf die Mississippi State University, an der er zwei Jahre lang College Football für die Mississippi State Bulldogs spielte. Autry kam in 26 Spielen zum Einsatz, davon 23-mal als Starter. Dabei gelangen ihm 73 Tackles, davon 16 für Raumverlust, und sechs Sacks. Zudem konnte er drei Fumbles erzwingen.

## NFL
Autry wurde im NFL Draft 2014 nicht ausgewählt. Zunächst zeigten die Green Bay Packers Interesse an ihm, entschieden sich jedoch nach einem Medizincheck gegen eine Verpflichtung. Wenig später nahmen die Oakland Raiders Autry unter Vertrag. Nachdem er zunächst nicht den Sprung in den Kader für die Regular Season geschafft hatte und im Practice Squad gestanden hatte, nahmen die Raiders ihn im Oktober in ihren 53-Mann-Kader auf. Bei den Raiders kam Autry als Rotationsspieler in 56 Spielen in vier Jahren zum Einsatz und erzielte dabei zehn Sacks. Zudem wurde er in den Special Teams eingesetzt und war dabei als Blocker von Field Goals und Extrapunkten erfolgreich, in der Saison 2015 war Autry mit drei geblockten Kicks in dieser Statistik führend.
Nach Ablauf seines Vertrags in Oakland einigte Autry sich im März 2018 mit den Indianapolis Colts auf einen Dreijahresvertrag über bis zu 17,8 Millionen US-Dollar. Bei den Colts spielte Autry zunächst zwei Jahre lang als Defensive Tackle, wobei er 2018 mit neun Sacks in zwölf Spielen einer der effektivsten Spieler auf seiner Position war. Am 14. Spieltag wurde er als AFC Defensive Player of the Week ausgezeichnet, nachdem er in der Partie gegen die Houston Texans zwei Sacks und zwei Tackles for Loss erzielt hatte. Nach einer unauffälligeren Saison 2019 verpflichteten die Colts DeForest Buckner per Trade, woraufhin Autry 2020 als Edge Rusher spielte. Dabei gelangen ihm in der Regular Season 7,5 Sacks und neun Tackles für Raumverlust, zudem konnte er bei der Play-off-Niederlage gegen die Buffalo Bills 1,5 Sacks und einen erzwungenen Fumble verzeichnen.
Im März 2021 unterschrieb Autry einen Dreijahresvertrag im Wert von 21,5 Millionen US-Dollar bei den Tennessee Titans. Mit 11,5 Sacks stellte Autry 2023 in seinem letzten Vertragsjahr einen neuen Karrierehöchstwert auf.
Zur Saison 2024 einigte Autry sich im März mit den Houston Texans auf einen Dreijahresvertrag im Wert von 34 Millionen US-Dollar.

### NFL-Statistiken
| Saison                             | Saison | Spiele | Spiele      | Tackles | Tackles | Tackles | Tackles | Interceptions | Interceptions | Interceptions | Interceptions | Interceptions | Fumbles | Fumbles | Fumbles |
| Jahr                               | Team   | Spiele | als Starter | Gesamt  | Solo    | Ast     | Sacks   | PD            | INT           | Yds           | Lng           | TD            | FF      | FR      | TD      |
| ---------------------------------- | ------ | ------ | ----------- | ------- | ------- | ------- | ------- | ------------- | ------------- | ------------- | ------------- | ------------- | ------- | ------- | ------- |
| 2014                               | OAK    | 10     | 0           | 13      | 9       | 4       | 0,0     | 0             | 0             | 0             | 0             | 0             | 0       | 0       | 0       |
| 2015                               | OAK    | 14     | 8           | 22      | 20      | 2       | 3,0     | 3             | 0             | 0             | 0             | 0             | 0       | 0       | 0       |
| 2016                               | OAK    | 16     | 7           | 29      | 21      | 28      | 2,5     | 2             | 0             | 0             | 0             | 0             | 0       | 2       | 0       |
| 2017                               | OAK    | 16     | 3           | 36      | 23      | 13      | 5,0     | 7             | 0             | 0             | 0             | 0             | 0       | 0       | 0       |
| 2018                               | IND    | 12     | 11          | 37      | 28      | 9       | 9,0     | 1             | 0             | 0             | 0             | 0             | 2       | 1       | 0       |
| 2019                               | IND    | 14     | 14          | 32      | 20      | 12      | 3,5     | 4             | 0             | 0             | 0             | 0             | 1       | 0       | 0       |
| 2020                               | IND    | 14     | 13          | 33      | 20      | 13      | 7,5     | 0             | 0             | 0             | 0             | 0             | 0       | 0       | 0       |
| 2021                               | TEN    | 17     | 11          | 31      | 25      | 6       | 9,0     | 6             | 0             | 0             | 0             | 0             | 0       | 0       | 0       |
| 2022                               | TEN    | 12     | 8           | 27      | 17      | 10      | 8,0     | 4             | 0             | 0             | 0             | 0             | 2       | 0       | 0       |
| 2023                               | TEN    | 17     | 14          | 50      | 30      | 20      | 11,5    | 4             | 0             | 0             | 0             | 0             | 2       | 0       | 0       |
| 2024                               | TEN    | 10     | 2           | 13      | 8       | 5       | 3,0     | 3             | 0             | 0             | 0             | 0             | 0       | 0       | 0       |
| Gesamt                             | Gesamt | 152    | 91          | 323     | 221     | 102     | 62,0    | 34            | 0             | 0             | 0             | 0             | 7       | 3       | 0       |
| Quelle: pro-football-reference.com |        |        |             |         |         |         |         |               |               |               |               |               |         |         |         |

## Persönliches
Sein jüngerer Bruder Lee Autry spielte ebenfalls als Defensive Lineman für Mississippi State. Nachdem er es bei den Chicago Bears, den Los Angeles Chargers und den Las Vegas Raiders 2020 nicht in den 53-Mann-Kader geschafft hatte, schloss er sich 2021 den Hamilton Tiger-Cats aus der Canadian Football League (CFL) an.